# Wellington Agramonte
Wellington Agramonte de los Santos (sinh ngày 22 tháng 2 năm 1987) là một cầu thủ bóng đá người Cộng hòa Dominica thi đấu ở vị trí thủ môn for local club O&M FC và Cộng hòa Dominica. His date of birth is also listed as 12 tháng 2 năm 1989.
Agramonte đại diện Cộng hòa Dominica ở vòng loại Giải vô địch bóng đá thế giới 2014, khởi đầu với trận sơ loại trước Quần đảo Cayman vào ngày 11 tháng 11 năm 2011.